# Christian Bonnesen
Niels Christian Julius Bonnesen (født 30. september 1870 i Fredericia, død 16. januar 1936 i København) var en dansk maler. 
Bonnesen blev uddannet på Kunstakademiet København under C.N. Overgaard, Adolph Kittendorff og Frederik Vermehren i perioden 1888-92; siden Kunstnernes Frie Studieskoler hos P.S. Krøyer og Laurits Tuxen.
Christian Bonnesen malede mest landskaber og bybilleder i skumringen eller sommernatten. Han var beslægtet med ældre stemningsmalere som den svenske Prins Eugen af Sverige.
Kunsthistorisk var han langt fra sin samtids førende strømninger og malede i et bagudskuende, romantisk sprog, og som sådan er han særligt kendt for sine støvede, sart oplyste aftenbilleder, men han tegner sig også for en stor produktion af fine skildringer af stemningen i København og de større byer i provinsen i 1900-tallets første tredjedel. Disse billeder har fået fornyet dokumentarisk relevans, efterhånden som der er gået 100 år, siden de blev malet.
| - Værker af Christian Bonnesen - Dragefontænen foran Industriforeningen på Rådhuspladsen, 1908 - Efterårsparti fra Dyrehavsbakken, 1910 |